# Yoko Alender
Yoko Alender, född 13 juni 1979 i Tallinn, är en estländsk arkitekt och politiker. Hon ställde upp i Europaparlamentsvalet 2024, som en del av det estniska reformpartiet.
Alender, som har fått sitt förnamn från John Lennons hustru Yoko Ono, studerade på Södra Latins gymnasium i Stockholm mellan 1995 och 1999. Efter studentexamen, flyttade hon tillbaka till hemlandet Estland för att studera på konstakademin EKA, vilket hon gjorde fram till år 2010. Hon är dotter till sångaren Urmas Alender, som omkom ombord på färjan M/S Estonia under Estoniakatastrofen, den 28 september 1994.
Alender är gift med Priit Juurmann, som även kallar sig själv för DJ P. Julm. Paret har fyra barn tillsammans.